# Amina Ek
Amina Ek Bergendahl, född 20 december 1971 på Södermalm i Stockholm, är en svensk socionom.

## Biografi
Amina Ek har varit studentkårsordförande vid Socialhögskolan, projektledare vid SIOS (samarbetsorgan för etniska organisationer i Sverige), som är invandrarorganisationernas paraplyorganisation. Under en tämligen kort tid var hon anställd som verksamhetschef vid Centrum mot rasism (CMR), som med statligt stöd bekämpar främlingsfientliga krafter i Sverige. CMR anmälde i april 2005 GB:s reklam för sin produkt Nogger Black till Diskrimineringsombudsmannen.
I media framfördes kritik mot Centrum mot rasism. Man hävdade att CMR:s resultat illa svarade upp mot de tillgångar i form av personal, lokaler, projektanslag och goodwill som man förfogade över. Kritiken besvarades av CMR:s ordförande, förre ombudsmannen Stig Wallin och verksamhetschefen Amina Ek, som anförde, att det i grund och botten skulle röra sig om praktiska svårigheter i ett startskede. 
Amina Ek blev därefter inblandad i kontroverser kring CMR:s ekonomi, som av många ansågs ha karaktäriserats av slöseri. Våren 2006 fick hon besked av CMR:s styrelse ledd av Yvonne Ruwaida om att hon hade avskedats för sitt sätt att sköta ekonomiska frågor. Styrelsens åtgärd fick dock kritik inom organisationen, och efter förhandling av fackförbundet SKTF tvingades CMR ta tillbaka avskedandet av Ek och träffa en ekonomisk överenskommelse som dock innebar att hon lämnade organisationen.
Amina Ek Bergendahl driver sedan många år tillsammans med Annika Riis Kristoffersson ett företag som sysslar med försäljning till hushållen av kassar med ekologisk mat.